# Aleksandrina da Costa
Aleksandrina Maria da Costa (Balazar, Portugal, 30. ožujka 1904. – Balazar, Portugal, 13. listopada 1955.), poznata i kao bl. Aleksandrina od Balazara, portugalska je blaženica i mističarka, članica Udruge salezijanskih suradnika. 
Aleksandrina je ostavila mnoga pisana djela koja je uglavnom u Italiji proučavao svećenik Umberto Pasquale. Dana 25. travnja 2004. godine blaženom ju je proglasio papa Ivan Pavao II. koji je izjavio da je njena tajna svetosti ljubav prema Kristu.
Aleksandrina Maria da Costa rođena je 30. ožujka 1904. u Balazaru, ruralnoj župi Póvoa de Varzima u Portugalu. Njen otac napustio je obitelj kada je bila vrlo mlada. Školovala se samo osamnaest mjeseci prije nego što je s devet godina poslana da radi na farmi. U tinejdžerskim godinama počela je raditi u Balazaru kao krojačica zajedno sa svojom sestrom.
Aleksandrina je ispričala da je, kada je išla s drugim djevojkama na selo, brala cvijeće koje je kasnije koristila za izradu cvjetnih tepiha za crkvu Gospe Žalosne u Póvoa de Varzimu. 
Sa 14 godina, u ožujku 1918., jedan incident promijenio joj je život. Njezin bivši poslodavac zajedno s još dvojicom muškaraca pokušao je provaliti u njezinu sobu kako bi je silovao. Kako bi im pobjegla, Aleksandrina je skočila s prozora na visini od 4 metra jedva preživjevši. Od pada joj je slomljena kralježnica. Do 19. godine Aleksandrina se još uvijek mogla odvući u crkvu gdje je pogrbljena ostajala u molitvi na veliko čuđenje župljana. U ranim godinama Aleksandrina je zamolila Blaženu Majku za milost ozdravljenja. Trpjela je postupnu paralizu koja ju je prikovala za krevet od 1925. nadalje. Ostala je prikovana za krevet oko 30 godina.
Župnik joj je posudio kip Bezgrešnog Srca Marijina za mjesec svibanj. Zamolila je, da joj se uz krevet pričvrsti mali oltar na zid, na kojem je bio kip Bezgrešnog Srca Marijina ukrašen cvijećem i svijećama.
U lipnju 1938., na temelju zahtjeva Aleksandrininog ispovjednika, Mariana Pinha, nekoliko je portugalskih biskupa pisalo papi Piju XI. tražeći od njega da posveti svijet Bezgrešnom Srcu Marijinu. Taj je zahtjev nekoliko puta obnavljan sve do 1941. godine kada je Sveta Stolica tri puta tražila podatke o Aleksandrini od nadbiskupa Brage. U to je vrijeme državni tajnik Vatikana bio kardinal Eugenio Pacelli (kasnije papa Pio XII.) koji je kasnije obavio posvetu svijeta. Sveta Stolica je u članku o njezinu životu i vrlinama prepoznala odnos Aleksandrine Marije da Coste s činom svjetske posvete Bezgrešnom Srcu Marijinu.
Nakon prosinca 1938. redovito se dopisivala s Luciom Santos (kojoj se ukazala Gospa Fatimska 1917. godine).
Prema njezinoj vatikanskoj biografiji od ožujka 1942., oko 13 godina do smrti, nije primala nikakvu hranu osim svete euharistije, a njezina je težina pala na oko 33 kilograma. Pregledali su je liječnici, bez zaključka.
Na temelju savjeta svećenika, njezina je sestra vodila dnevnik Aleksandrininih riječi i mističnih iskustava. Prema njezinoj vatikanskoj autobiografiji, Isus joj se obratio u jednom trenutku rekavši: Vrlo rijetko ćeš dobiti utjehu... Želim da dok je tvoje srce ispunjeno patnjom, na tvojim usnama bude osmijeh.
Aleksandrina je proživljavala trosatnu muku Isusovu svakog petka, primajući mističnu milost živjeti u tijelu i duši sa Kristom u njegovim Patnjama tijekom Njegovih zadnjih sati života. Tijekom ta tri sata, njena bi paraliza prestajala da bi ona mogla “oživjeti” postaje Križa sa svojim pokretima u kojima bi trpjela iscrpljujuće tjelesne i duhovne boli. Također je bila i vrijeđana i mučena s đavolskim napastima protiv vjere i s ozljedama po tijelu. Prikazala je svoj život Kristu kao žrtvu za obraćenje grešnika i za mir u svijetu. Govorila je: „Živim jedino da slavim Boga i da spašavam duše."
Godine 1944. pristupila je Uniji salezijanskih suradnika prinoseći svoju patnju za spas duša i za posvećenje mladeži. Poticala je na pobožnost prvih četvrtaka u mjesecu.
Umberto Pasquale (1906. – 1985.) bio je salezijanski svećenik i književnik. Početkom 1930-ih odlazi u Portugal i 1944. upoznaje Aleksandrinu Mariju da Costu koja je postala glavna tema njegovih knjiga.
Preminula je 1955. godine na glasu svetosti. 

## Ostavština
Na temelju njezine molbe na njenoj nadgrobnoj ploči ispisane su sljedeće riječi:
Grešnici, ako prah mog tijela može pomoći da vas spasim, priđite blizu, hodajte preko njega, udarajte ga nogom dok ne nestane. Ali nikada više ne griješite: nemojte više vrijeđati Isusa! Grešnici, koliko želim reći vam... Ne riskirajte izgubiti Isusa zauvijek, jer je tako dobar. Dosta je bilo grijeha. Ljubite Isusa, ljubite ga!